# Kalva
Kalva è un comune dell'Azerbaigian situato nel distretto di Ağsu. Conta una popolazione di 3 772 abitanti.